# ヨランド・ド・ドルー (スコットランド王妃)
ヨランド・ド・ドルー（Yolande de Dreux, 1263年 - 1330年8月2日）は、スコットランド王アレグザンダー3世の2番目の妃、のちブルターニュ公アルテュール2世の2番目の妃。父はドルー伯ロベール4世、母はモンフォール＝ラモーリー女伯ベアトリスで、母を継いでモンフォール＝ラモーリー女伯となった。

## 生涯
1285年10月14日、ジェドバラにおいてスコットランド王アレグザンダー3世と結婚した。アレグザンダーは1275年に先妻マーガレット・オブ・イングランド（イングランド王ヘンリー3世の娘）と死別した後、1281年から1284年までの間に2男1女の子供全員に先立たれていた。1286年、再婚から5ヶ月後にアレグザンダーは落馬により急逝し、ヨランドとは子供をもうけずに終わった。スコットランド貴族はアレグザンダーと先妻の娘マーガレットがノルウェー王エイリーク2世との間にもうけた娘で3歳のマーガレットを、ノルウェーの父親の許にとどめたまま女王に立てた。
1294年、ヨランドはドルー家の同族（ただし両者の4代前の先祖が共通という遠縁）で、マーガレット・オブ・イングランドの甥でもあるブルターニュ公アルテュール2世と再婚し、2人は1男5女をもうけた。アルテュールには先妻マリー・ド・リモージュ（ヨランドの同名の大伯母とブルゴーニュ公ユーグ4世の外孫でドルー伯家の血を引き、ヨランドの又従姉妹にあたる）との間にすでに3男があり、次男の娘ジャンヌ・ド・パンティエーヴルとヨランドとの間にもうけたジャン・ド・モンフォールとの間で後に相続争いが起こり、ブルターニュ継承戦争へと発展する。

## 子女
2番目の夫ブルターニュ公アルテュール2世との間に以下の子女が生まれた。
- ジャン・ド・モンフォール（1294年 - 1345年） - モンフォール＝ラモーリー伯。ジャン4世・ド・ブルターニュの父
- ベアトリクス（1295年 - 1384年） - ギー10世・ド・ラヴァルの妻
- ジャンヌ（1296年 - 1364年） - ロベール・ド・カッセルの妻
- アリックス（1297年 - 1377年） - ヴァンドーム伯ブシャール6世の妻
- ブランシュ（1300年没）
- マリー（1302年 - 1371年） - ポワシー修道院の尼僧